# JR總持寺站
34°49′43″N 135°34′40″E / 34.82861°N 135.57778°E
JR總持寺站（日语：／ Jeiāru-Sōjiji eki */?）是位於日本大阪府茨木市庄一丁目之西日本旅客鐵道（JR西日本）東海道本線（JR京都線）的鐵路車站，車站編號是JR-A40。該站新設在攝津富田站和茨木站之間，於2018年3月17日與大阪東線衣摺加美北站同日開業。

## 概要
車站設於距離攝津富田站約1.7公里、茨木站約2.0公里處的填土區間，附近為富士達舊本社原址，預計約投入60億日圓興建。2011年7月29日，JR與地方政府、開發事業者簽訂基本協定書。2012年11月29日動工，2018年3月17日開業。
為避免與相距約700公尺的阪急電鐵京都本線同名車站產生混淆，JR西日本將此新設車站冠上「JR」兩字。

## 歷史
- 2006年4月3日 - 富士達本社從大阪府茨木市搬遷至滋賀縣彥根市。
- 2011年7月29日 - JR和地方政府及開發事業者簽訂有關於設置新站的基本協定書[1]。
- 2012年11月29日 - 開始動工。預計工期至2018年2月10日為止。
- 2015年
  - 3月21日 - 新大阪、大阪、三之宮下行方向移往外側路線行駛。
  - 4月5日 - 高槻、京都上行方向移往外側路線。
- 2016年
  - 4月19日 - 新大阪、大阪、三之宮下行方向移往內側路線行駛。
  - 5月7日 - 高槻、京都上行方向移往內側路線行駛。線路替換工程完成，站舍、月台工程開始。
- 2017年8月8日 - JR西日本決定站名為「JR總持寺站」，為東海道本線第一個站名冠上「JR」的車站[5]。
- 2018年3月17日 - 於東海道本線（JR京都線）的攝津富田站和茨木站之間開業。開業時導入車站編號，並設置可動式月台柵。

## 車站結構
複線的內側線設置1面2線的島式月台，車站設備則建於填土下，並設置可動式月台柵。
站內設有廁所（多功能廁所）、樓梯、手扶梯、電梯。
車站的設計概念為「連繫起街和街、人和人、時（歷史）和時（未來）的全新車站」。

### 月台配置
| 月台 | 路線     | 方向 | 目的地                   |
| ---- | -------- | ---- | ------------------------ |
| 1    | JR京都線 | 下行 | 新大阪、大阪、三之宮方向 |
| 2    | JR京都線 | 上行 | 高槻、京都方向           |

## 使用情況
2018年（平成30年）度1日平均上車人次為4,554人。
開業後1日平均上車人次如下表。
| 年度               | 1日平均 上車人次 | 來源    |
| ------------------ | ---------------- | ------- |
| 2018年（平成30年） | 4,554            | [ * 1 ] |

## 車站周邊
- 阪急電鐵京都本線總持寺站（相距約700公尺，徒歩7分）
- 大阪行岡醫療大學（日语：大阪行岡医療大学）
- 茨木市立三島中學校（日语：茨木市立三島中学校）
- 茨木市立三島小學校（日语：茨木市立三島小学校）
- 茨木市立庄榮小學校（日语：茨木市立庄栄小学校）
  - 2019年4月，追手門學院中學校・高等學校（日语：追手門学院中学校・高等学校）遷入於向北徒步12分處的舊東芝工廠原址，屆時追手門學院大學部分校區也會移入。此外，「追手門」曾成為站名候選之一，但最終並未獲選[9]。

## 相鄰車站
西日本旅客鐵道（JR西日本）
 JR京都線（東海道本線）
■新快速、■快速
通過
■普通（全線各站停車的普通列車）
攝津富田（JR-A39）－JR總持寺（JR-A40）－茨木（JR-A41）

### 使用情況
1. ↑  大阪府統計年鑑 （页面存档备份，存于） - 大阪府
2. ↑  茨木市統計書 （页面存档备份，存于） - 茨木市

大阪府統計年鑑
1. ↑  大阪府統計年鑑（令和元年）PDF

## 外部連結
- JR總持寺｜車站資訊：JR出門網 - 西日本旅客鐵道